# Chairman of the Joint Chiefs of Staff

De vlag van de Chairman of the Joint Chiefs of Staff.

De Chairman of the Joint Chiefs of Staff (CJCS, "voorzitter van de gezamenlijke stafchefs") is de hoogste officier binnen de United States Armed Forces en is zodoende de bevelhebber van de strijdkrachten van de Verenigde Staten. De opperbevelhebber van de strijdkrachten is de President van de Verenigde Staten. Tevens is de CJCS het hoofd van de Joint Chiefs of Staff.
Sinds 21 februari 2025 is Admiraal Christopher W. Grady de Chairman of the Joint Chiefs of Staff.
De CJCS wordt op oneven jaren voor een mandaat van twee jaar voorgedragen door de president. De senaat moet de voordracht goedkeuren. Het mandaat kan maximaal tweemaal verlengd worden.
De functie werd gecreëerd in 1949. Daarvoor had de president als stafmedewerker wel een Chief of Staff to the Commander in Chief. Van 1942 tot 1949 werd die functie vervuld door vlootadmiraal William Leahy. De eerste generaal in de functie, van 1949 tot 1953, was Omar Bradley. Nadien werd de functie onder meer opgenomen door de bekende generaals Lyman Lemnitzer, Maxwell Davenport Taylor en Colin Powell.
| Nr.   | Chief of Staff to the Commander in Chief | Chief of Staff to the Commander in Chief     | Ambtstermijn     | Ambtstermijn      | Krijgsmachtdeel / Eenheid                           | President                             |
| ----- | ---------------------------------------- | -------------------------------------------- | ---------------- | ----------------- | --------------------------------------------------- | ------------------------------------- |
| 1     | William Leahy                            | Fleet Admiral William Leahy (1875–1959)      | 20 juli 1942     | 21 maart 1949     | United States Navy (Oorlogsschepen)                 | Franklin Delano Roosevelt (1942–1945) |
| 1     | William Leahy                            | Fleet Admiral William Leahy (1875–1959)      | 20 juli 1942     | 21 maart 1949     | United States Navy (Oorlogsschepen)                 | Harry S. Truman (1945–1959)           |
| Nr.   | Chairmen of the Joint Chiefs of Staff    | Chairmen of the Joint Chiefs of Staff        | Ambtstermijn     | Ambtstermijn      | Krijgsmachtdeel / Eenheid                           | President                             |
| 1     | Omar Bradley                             | General of the Army Omar Bradley (1893–1981) | 16 augustus 1949 | 15 augustus 1953  | United States Army (Infanterie)                     | Harry S. Truman (1949–1953)           |
| 1     | Omar Bradley                             | General of the Army Omar Bradley (1893–1981) | 16 augustus 1949 | 15 augustus 1953  | United States Army (Infanterie)                     | Dwight D. Eisenhower (1953–1961)      |
| 2     | Arthur Radford                           | Admiral Arthur Radford (1896–1973)           | 15 augustus 1953 | 15 augustus 1957  | United States Navy (Oorlogsschepen)                 |                                       |
| 3     | Nathan Twining                           | General Nathan Twining (1897–1982)           | 15 augustus 1957 | 30 september 1960 | United States Air Force (Jachtvliegtuigen)          |                                       |
| 4     | Lyman Lemnitzer                          | General Lyman Lemnitzer (1899–1988)          | 1 oktober 1960   | 30 september 1962 | United States Army (Artillerie)                     |                                       |
| 4     | Lyman Lemnitzer                          | General Lyman Lemnitzer (1899–1988)          | 1 oktober 1960   | 30 september 1962 | United States Army (Artillerie)                     | John F. Kennedy (1961–1963)           |
| 5     | Maxwell Taylor                           | General Maxwell Taylor (1901–1987)           | 1 oktober 1962   | 1 juli 1964       | United States Army (Genie/Artillerie)               | John F. Kennedy (1961–1963)           |
| 5     | Maxwell Taylor                           | General Maxwell Taylor (1901–1987)           | 1 oktober 1962   | 1 juli 1964       | United States Army (Genie/Artillerie)               | Lyndon B. Johnson (1963–1969)         |
| 6     | Earle Wheeler                            | General Earle Wheeler (1908–1975)            | 1 juli 1964      | 1 juli 1970       | United States Army (Infanterie)                     | Lyndon B. Johnson (1963–1969)         |
| 6     | Earle Wheeler                            | General Earle Wheeler (1908–1975)            | 1 juli 1964      | 1 juli 1970       | United States Army (Infanterie)                     | Richard Nixon (1969–1974)             |
| 7     | Thomas Moorer                            | Admiral Thomas Moorer (1912–2004)            | 1 juli 1970      | 1 juli 1974       | United States Navy (Jachtvliegtuigen)               | Richard Nixon (1969–1974)             |
| 8     | George Brown                             | General George Brown (1918–1978)             | 1 juli 1974      | 20 juni 1978      | United States Air Force (Bommenwerpers)             | Richard Nixon (1969–1974)             |
| 8     | George Brown                             | General George Brown (1918–1978)             | 1 juli 1974      | 20 juni 1978      | United States Air Force (Bommenwerpers)             | Gerald Ford (1974–1977)               |
| 8     | George Brown                             | General George Brown (1918–1978)             | 1 juli 1974      | 20 juni 1978      | United States Air Force (Bommenwerpers)             | Jimmy Carter (1977–1981)              |
| 9     | David Jones                              | General David Jones (1921–2013)              | 20 juni 1978     | 18 juni 1982      | United States Air Force (Bommenwerpers)             |                                       |
| 9     | David Jones                              | General David Jones (1921–2013)              | 20 juni 1978     | 18 juni 1982      | United States Air Force (Bommenwerpers)             | Ronald Reagan (1981–1989)             |
| 10    | John Vessey                              | General John Vessey (1922–2016)              | 18 juni 1982     | 30 september 1985 | United States Army (Artillerie)                     | Ronald Reagan (1981–1989)             |
| 11    | William Crowe                            | Admiral William Crowe (1925–2007)            | 1 oktober 1985   | 30 september 1989 | United States Navy (Onderzeeboten)                  | Ronald Reagan (1981–1989)             |
| 11    | William Crowe                            | Admiral William Crowe (1925–2007)            | 1 oktober 1985   | 30 september 1989 | United States Navy (Onderzeeboten)                  | George H.W. Bush (1989–1993)          |
| 12    | Colin Powell                             | General Colin Powell (1937–2021)             | 1 oktober 1989   | 30 september 1993 | United States Army (Infanterie)                     | George H.W. Bush (1989–1993)          |
| 12    | Colin Powell                             | General Colin Powell (1937–2021)             | 1 oktober 1989   | 30 september 1993 | United States Army (Infanterie)                     | Bill Clinton (1993–2001)              |
| [ 2 ] | David Jeremiah                           | Admiral David Jeremiah (1934–2013)           | 1 oktober 1993   | 25 oktober 1993   | United States Navy (Oorlogsschepen)                 | Bill Clinton (1993–2001)              |
| 13    | John Shalikashvili                       | General John Shalikashvili (1936–2011)       | 25 oktober 1993  | 30 september 1997 | United States Army (Artillerie)                     | Bill Clinton (1993–2001)              |
| 14    | Hugh Shelton                             | General Hugh Shelton (1942)                  | 1 oktober 1997   | 30 september 2001 | United States Army (Luchtlandingstroepen)           | Bill Clinton (1993–2001)              |
| 14    | Hugh Shelton                             | General Hugh Shelton (1942)                  | 1 oktober 1997   | 30 september 2001 | United States Army (Luchtlandingstroepen)           | George W. Bush (2001–2009)            |
| 15    | Richard Myers                            | General Richard Myers (1942)                 | 1 oktober 2001   | 30 september 2005 | United States Air Force (Jachtvliegtuigen)          | George W. Bush (2001–2009)            |
| 16    | Peter Pace                               | General Peter Pace (1945)                    | 1 oktober 2005   | 30 september 2007 | United States Marine Corps (Snellereactie-eenheden) | George W. Bush (2001–2009)            |
| 17    | Mike Mullen                              | Admiral Mike Mullen (1946)                   | 1 oktober 2007   | 30 september 2011 | United States Navy (Oorlogsschepen)                 | George W. Bush (2001–2009)            |
| 17    | Mike Mullen                              | Admiral Mike Mullen (1946)                   | 1 oktober 2007   | 30 september 2011 | United States Navy (Oorlogsschepen)                 | Barack Obama (2009–2017)              |
| 18    | Martin Dempsey                           | General Martin Dempsey (1952)                | 1 oktober 2011   | 30 september 2015 | United States Army (Cavalerie)                      | Barack Obama (2009–2017)              |
| 19    | Joseph Dunford                           | General Joseph Dunford (1955)                | 1 oktober 2015   | 30 september 2019 | United States Marine Corps (Snellereactie-eenheden) | Barack Obama (2009–2017)              |
| 19    | Joseph Dunford                           | General Joseph Dunford (1955)                | 1 oktober 2015   | 30 september 2019 | United States Marine Corps (Snellereactie-eenheden) | Donald Trump (2017–2021)              |
| 20    | Mark Milley                              | General Mark Milley (1958)                   | 1 oktober 2019   | 30 september 2023 | United States Army (Luchtlandingstroepen)           | Donald Trump (2017–2021)              |
| 20    | Mark Milley                              | General Mark Milley (1958)                   | 1 oktober 2019   | 30 september 2023 | United States Army (Luchtlandingstroepen)           | Joe Biden (2021–2025)                 |
| 21    | Charles Brown                            | General Charles Brown (1962)                 | 1 oktober 2023   | 21 februari 2025  | United States Air Force (Jachtvliegtuigen)          | Joe Biden (2021–2025)                 |
| 21    | Charles Brown                            | General Charles Brown (1962)                 | 1 oktober 2023   | 21 februari 2025  | United States Air Force (Jachtvliegtuigen)          | Donald Trump (2025–heden)             |
| [ 3 ] |                                          | Admiral Christopher W. Grady (1962)          | 21 februari 2025 | 14 april 2025     | United States Navy (Oorlogsschepen)                 |                                       |
| 22    |                                          | General John D. Caine (1968)                 | 14 april 2025    | heden             | United States Air Force (Jachtvliegtuigen)          |                                       |